# 1836年美國專利局火災
1836年美國專利局火災是華盛頓特區布拉吉飯店的美國專利局在1836年12月15日發生的火災，此為美國專利局歷史上兩場重大火災之一。由於缺乏消防人員和相關設備，火勢無法控制，導致專利局損失過去三年的專利文件和模型。事後，調查人員初步懷疑火災是位處同一大樓的美國郵局職員為了湮滅貪污證據而縱火，但後來排除了這種可能性。最終，調查人員確定這場火災是一場意外。後來，美國國會和新改組的專利局改變了其記錄保存的方式，並為專利做出編號並要求提供備份文件。這場火災同時被認為是導致專利局政策出現變化的轉捩點。

## 事件
1810年，美國國會授權購買尚未完工的布拉吉飯店（Blodget's Hotel），供美國專利局與美國郵局使用。在1812年戰爭期間，威廉·桑頓博士說服英軍在焚燒城市時保留專利局，使專利局成為當時唯一完好的政府大樓。
美國國會因此意識到火災的風險，於1820年出資用石板屋頂覆蓋建築物，並購買消防車保護建築免於火災。這些改變使志願消防局失去使命感而解散。而配備消防車的消防站就在街的對面，擁有壓力幫浦以及300公尺長的鉚接皮革軟管（16年前購買的），但是沒有足夠的消防員。
火災於1836年12月15日凌晨發生，當時專利局的員工將柴火存放在飯店的地下室，靠近郵局員工處理灰燼的地方。午夜過後的某個時間點，熱灰燼將柴火點燃引發火災，一名住在大樓內的郵差最先發現煙霧，雖然試圖滅火並嘗試救出文件，但都徒勞無功，而消防站老舊且損毀的水管無法正常運作，人員不足的消防局只好使用水桶試圖撲滅大火，但大火仍然將布拉吉飯店和所有專利起草記錄都燒毀。

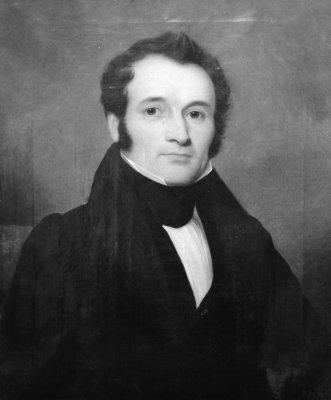
約翰·拉格斯，被稱作美國專利局之父，在1836年制定新的專利法，自身也是一位發明家。

參議院調查委員會主席約翰·拉格斯報告統計，損失的文件包括168份對開卷記錄、26大組約9000 幅圖紙以及相關的描述性專利文件和雜項文書。損毀的7,000個模型包括各種紡織製造機器模型和和幾種用於船隻的蒸汽動力機械模型。約翰·拉格斯形容這些大火燒毀的文件和模型代表美國過去五十年的發明史。除此之外，專利局擁有的模型箱、印刷機、印章、書桌、書櫃和辦公家具都被毀壞，藏書室也失去所有紙本資料，除了一本被員工帶回家的《工藝美術目錄》（Repertory of Arts & Manufactures）第六卷。

## 後果
立即展開調查的美國國會第一時間懷疑是人為縱火，因為當時的郵局部門已經因涉嫌簽訂不誠實的郵件合約而受到調查，火災可能是為了要銷毀證據。然而，事實是郵局部門所有的文件完全保存。調查人員後續才得出結論，有人將熱灰燼存放在地下室的一個盒子裡，然後沒有熄滅的餘燼點燃木柴，因此沒有人被指控引起火災。
火災後專利局搬遷到舊市政廳，當時的地方法院。所有損失的專利都被列為X專利，1837年3月，國會下令恢復在1836年火災中丟失的模型和圖紙，並給予100,000美元作為預算，方法是從原始發明者那裡取得副本 ，這項計畫到1849年停止，確定從預算中花費88,237美元 ，在估計的9,957 項專利中，只有2,845項專利記錄得到恢復 ，現代研究人員也很難找到這些專利，因為許多相關文件被燒毀。
火災發生在1836年《專利法》實施時，專利法要求專利申請在獲得批准之前進行審查。火災發生隔年，專利局修訂要求提交兩份圖紙副本，一份供專利局保管，另一個附在傳送給申請人的專利授權中。該要求於1870年終止，專利局已經開始印刷已頒發專利的完整副本。專利的識別方式也做出改變，以前專利記錄沒有編號，只能按專利日期或發明人姓名進行檢索，在火災之後，專利局為每項新專利給予唯一編號。

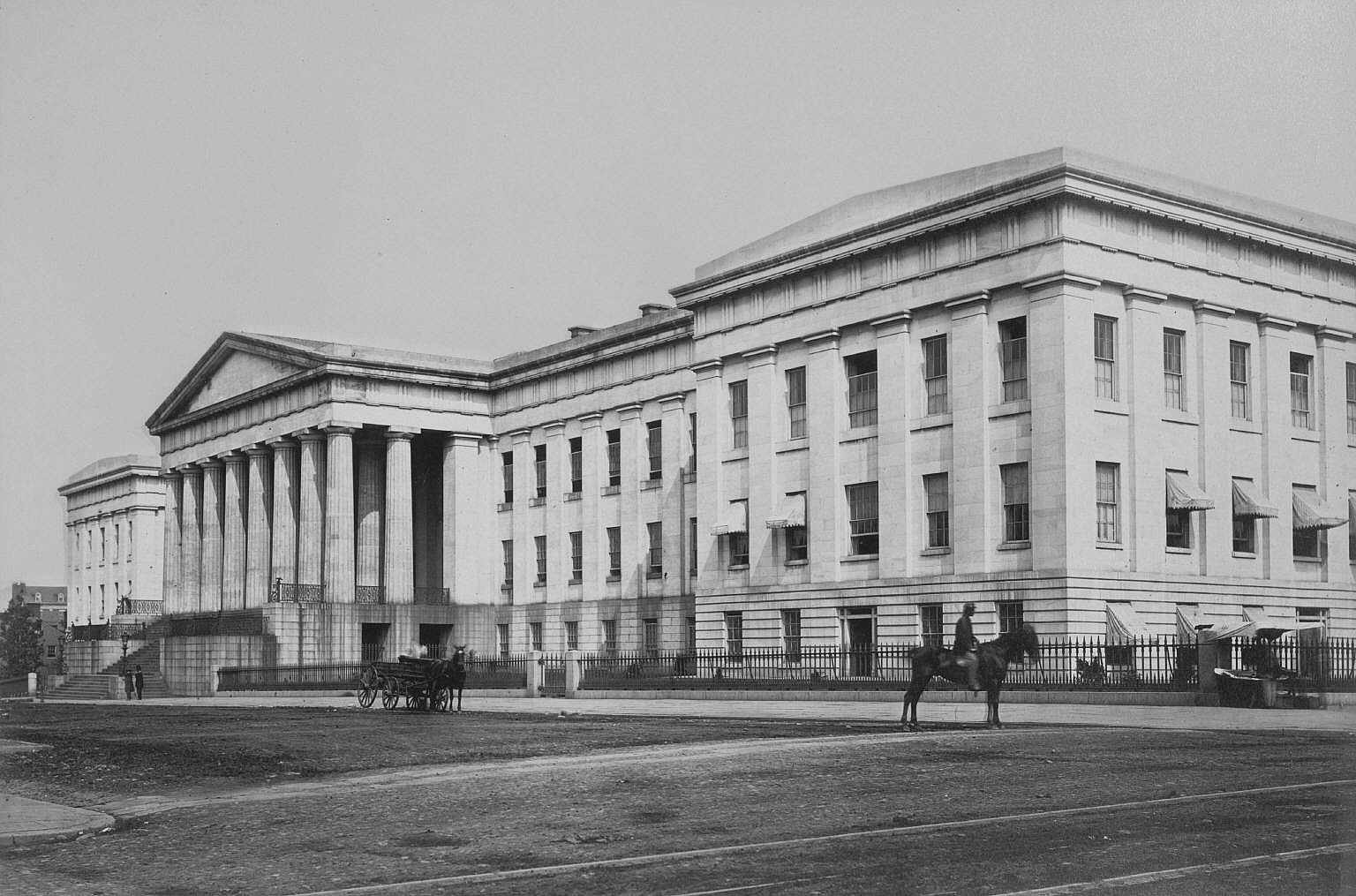
火災後另外興建的舊專利局大樓

在1836年《專利法》中改組的專利局成為美國國務院的下屬機構，亨利·李維特·埃爾斯沃思為首任局長，立即開始建造一座新的防火建築 ，於1864年完工，但1877年的火災摧毀新建築的西翼和北翼，造成了更大的破壞。

### 書目
- Ames, Mary Clemmer. . Washington D.C.: U.S. Government Printing Office. 1912. ISBN 978-3-8496524-2-5.
- Beresford, R. . Washington, D.C.: U.S. Government Printing Office. 1886  [2021-07-22]. OCLC 25102600. （原始内容存档于2012-04-15）.
- Campbell, Levin H. . Washington, D.C.: McGill & Wallace. 1891  [2021-07-22]. OCLC 80023090. （原始内容存档于2021-04-21）.
- Cleveland, Frederick Albert. . Washington, D.C.: U.S. Government Printing Office. 1912  [2021-07-22]. OCLC 27268551. （原始内容存档于2021-07-22）.
- Dobyns, Kenneth W. . U.S. Government Printing Office. 2016  [2021-07-22]. ISBN 978-1-9427959-1-9. （原始内容存档于2012-03-23）.
- Keim, DeB Randolph. . U.S. Government Printing Office. 1874  [2021-07-22]. OCLC 681967046. （原始内容存档于2021-04-21）.
- Niemann, Paul. . Quincy, IL: Horsefeathers Publishing Company. 2006. ISBN 978-0-9748041-1-8.
- United States, Patent Office. . Washington, D.C.: U.S. Government Printing Office. 1956  [2021-07-22]. OCLC 1035200228. （原始内容存档于2020-06-06）.